# آلفونس آوانسیان

آلفونس آوانسیان در سال ۱۹۳۲ میلادی (۱۳۱۱ خورشیدی) در تهران به دنیا آمد. در سن شانزده سالگی جهت تحصیل عازم ایتالیا گردید و در رشته هنر از دانشگاه هنر رم فارغ‌التحصیل شد. در سال ۱۹۵۶ (۱۳۳۵) اولین نمایشگاه خود را تحت نظر هنرمند ارزنده رناتو جوتوزه برپا نمود که میان منتقدان هنری جایی به عنوان هنرمند با استعداد جوان برای خود باز کرد. در سال ۱۹۶۱ (۱۳۴۰) هنرمند بزرگ ایتالیا نینو ماکاری در نمایشگاهی وی را هنرمند ارزنده با سبک مخصوص معرفی نمود. آلفونس آوانسیان در اغلب نمایشگاه‌های مهم ایتالیا از جمله بینال‌های ونیز شرکت جسته و در نقاشی‌های او که شاعرانه هم هستند تأثیر شرق به خوبی دیده می‌شود. وی در رم زندگی می‌کرد و بیش از ۲۵ سال بود که استاد دانشگاه رم بود. وی در سال ۲۰۰۹ (۱۳۸۸) در سن ۷۷  سالگی درگذشت. 
آثار او اغلب در مجموعه‌های مختلف در تهران و اروپا نگهداری می‌شوند. وی موفق به دریافت جوایز همچون جایزه الیوانو در سال ۱۹۵۶ و جایزه پریمروپونداترا در سال ۱۹۵۸ شده‌است. بعضی از نمایشگاه‌هایی که آوانسیان در آنها شرکت کرد به شرح زیر می‌باشند: بینال ونیز ۱۹۵۶ (۱۳۳۵) - نمایشگاه ملی اسپولتو سال‌های ۱۹۵۴ (۱۳۳۳)، ۱۹۵۵ (۱۳۳۴)، ۱۹۵۶ (۱۳۳۵)